# Zapardiel de la Ribera
Zapardiel de la Ribera est une commune de la province d'Ávila dans la communauté autonome de Castille-et-León en Espagne.

## Administration
| Période                                  | Période | Identité                          | Étiquette | Qualité |
| ---------------------------------------- | ------- | --------------------------------- | --------- | ------- |
| 2007                                     |         | María Montserrat Bosque Hernández | PP        |         |
| Les données manquantes sont à compléter. |         |                                   |           |         |